# Le Comte de Monte-Cristo (film, 1918)
Pour les articles homonymes, voir Le Comte de Monte-Cristo.
Pour plus de détails, voir Fiche technique et Distribution.
 Le Comte de Monte-Cristo est un film en huit épisodes, « roman-cinéma » réalisé par Henri Pouctal pour Le Film d'art d'après le roman d'Alexandre Dumas.
Le premier épisode est sorti le 11 janvier 1918 à Paris.

## Épisodes
- Première époque : Edmond Dantès[1]
- Deuxième époque : Le Trésor de Monte Cristo[2]
- Troisième époque : Le Philanthrope[3]
- Quatrième époque : Simbad le marin[4]
- Cinquième époque : La Conquête de Paris[5]
- Sixième époque : Les Trois vengeances[6]
- Septième époque : Les Derniers exploits de Caderousse[7]
- Huitième époque : Châtiments[8]

## Fiche technique
- Réalisation : Henri Pouctal
- Scénario : d'après Le Comte de Monte-Cristo d'Alexandre Dumas
- Production : Le Film d'art
- Photographie : Léonce-Henri Burel, Guérin
- Société(s) de distribution : Pathé Frères
- Pays de production :  France
- Format : noir et blanc — 35 mm — 1,33:1 — film muet
- Dates de sortie :
  - France : 11 janvier 1918 (Paris)

## Distribution
- Le Comte de Monte-Cristo de 1918.Léon Mathot : Dantès
- Alexandre Colas : Baron Danglars
- Albert Mayer : Villefort
- Jean Garat : Comte de Morcerf
- Nelly Cormon : Mercedes
- Joseph Boulle
- Claude Bénédict
- Max Charlier
- Gilbert Dalleu
- Simone Damaury
- Marc Gérard
- Madeleine Lyrisse
- Mireille Pilchard